# Edward Haycock Sr.
Edward Haycock Sr. (29 juillet 1790 - 20 décembre 1870) est un architecte travaillant dans les West Midlands et dans le centre et le sud du Pays de Galles à la fin de l'époque géorgienne et au début de l'époque victorienne .

## Biographie

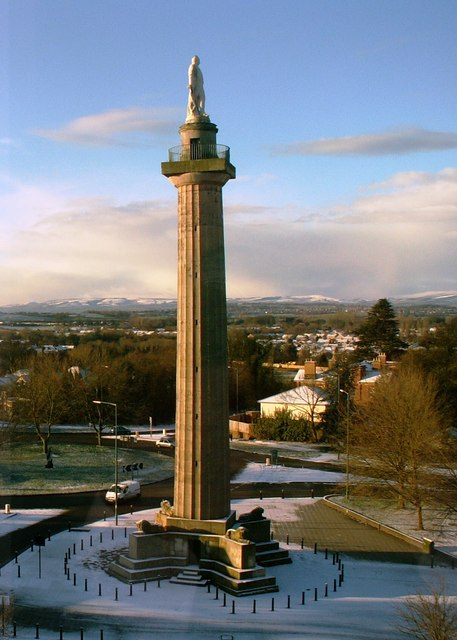
Colonne de Lord Hill, Shrewsbury 1815. Conçu par Edward Haycock et modifié par Thomas Harrison.

Haycock est le petit-fils de William Haycock (1725–1802) de Shrewsbury et le fils de John Hiram Haycock (en) (1759–1830), qui sont architectes et entrepreneurs en construction. Haycock rejoint l'entreprise familiale après 1810 et en prend le contrôle après la mort de son père en 1830. Il cesse de travailler comme entrepreneur en bâtiment vers 1845 et est rejoint par son fils Edward Haycock Junior (1829/30-1882), qui poursuit la pratique de l'architecture jusqu'en 1880 environ . Il épouse Mary Hatton le 13 février 1827 à St Sepulchre-without-Newgate, Londres. Par elle, il a trois fils et quatre filles .
Haycock joue également un rôle actif dans la vie politique de Shrewsbury en tant que conservateur : il siège au conseil pendant trente-quatre ans, comme conseiller municipal et est maire en 1842 . Il est un ami de l'architecte de Shrewsbury John Carline (en) et aussi de Robert Darwin, le père du naturaliste Charles Darwin .
Il meurt le 20 décembre 1870 à son domicile, The Priory, Shrewsbury, âgé de 80 ans  et est enterré dans le cimetière de St Chad .
"Haycock Way", reliant la rocade intérieure du XXe siècle de Shrewsbury au rond-point de Column à Abbey Foregate, porte le nom de la famille .

## Carrière d'architecte
Haycock reçoit une formation professionnelle à Londres sous Jeffry Wyatville, exposant à la Royal Academy entre 1808 et 1810. Il rejoint ensuite son père dans l'entreprise de construction familiale, travaillant comme constructeur et architecte jusqu'en 1845 environ, date à laquelle il devient architecte à plein temps. Le travail pour la famille Gwynne de Monachty mène à la planification d'Aberaeron. Il est nommé arpenteur du comté de Shropshire de 1834 à 1866.

### Associations et style
Haycock est membre d'un groupe d'architectes qui comprend Thomas Farnolls Pritchard, Joseph Bromfield et John Carline, qui établissent Shrewsbury comme un centre majeur d'innovation architecturale à la fin du XVIIIe et dans la première moitié du XIXe siècle. Ce groupe remporte de nombreuses commandes architecturales majeures dans le Shropshire et dans une grande partie du Pays de Galles, malgré la concurrence des grands architectes londoniens. Edward Haycock Sr s'est spécialisé en tant qu'architecte néo-gothique.

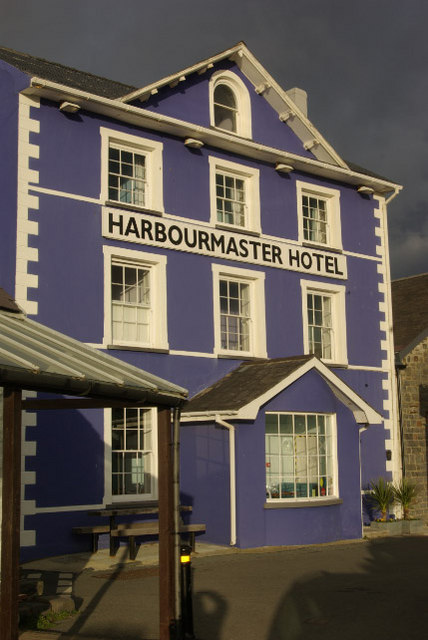
Hôtel Harbourmaster, Aberaeron

Son père utilise l'ordre ionique très efficacement sur le Shrewsbury Shirehall  et Edward Haycock continue à utiliser les ordres ioniques sur ses grands projets comme à Millichope Park, Glynllifon et Clytha Park . Ses églises ont tendance à être plus piétonnes, utilisant un gothique simplifié, souvent avec des pinacles à crochets sur les tours comme par exemple St Catherine's, Doddington, (une banlieue de Whitchurch, Shropshire) 1836–7, qui a une impressionnante façade néo-grecque.

### Ville d'Aberaeron

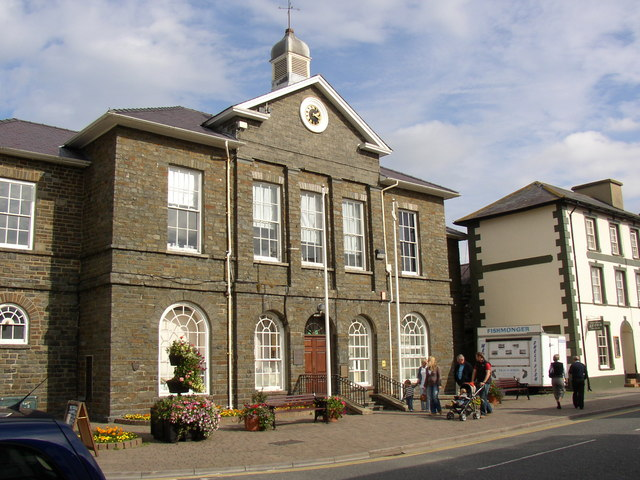
Hôtel du comté, rue du marché, Aberaeron, 1833-4

Aberaeron est fondée par le Rév. Alban Thomas Jones Gwynne à la suite d'une loi du Parlement en 1807, mais il semble que la ville n'a commencé à être aménagée que vers 1830 . Edward Haycock est employé par le colonel AJ Gwynne  pour superviser la construction de maisons et leur agencement selon un plan quadrillé autour de carrés. En 1833, le "Dictionnaire topographique du pays de Galles" de Samuel Lewis enregistre "Plus de trente nouveaux baux ont été accordés, en vertu desquels plusieurs maisons ont déjà été construites et d'autres sont déjà en cours ; un bureau de poste général, une maison de poste et un excellent hôtel ont été établis". L'hôtel de ville (1833-1835), qui devient plus tard l'hôtel du comté de Cardiganshire, un bâtiment typique du style de Haycock, suit bientôt . La construction de la ville planifiée se poursuit jusque dans les années 1850 avec une maison sur la place Alban datée de 1855. La maison de poste mentionnée par Lewis pourrait être le Château et l'hôtel pourrait être le Harbourmaster Hotel. Haycock atteint une cohérence de style tout au long du projet, ce qui se traduit par l'apparence attrayante d'Aberaeron aujourd'hui.

## Galerie

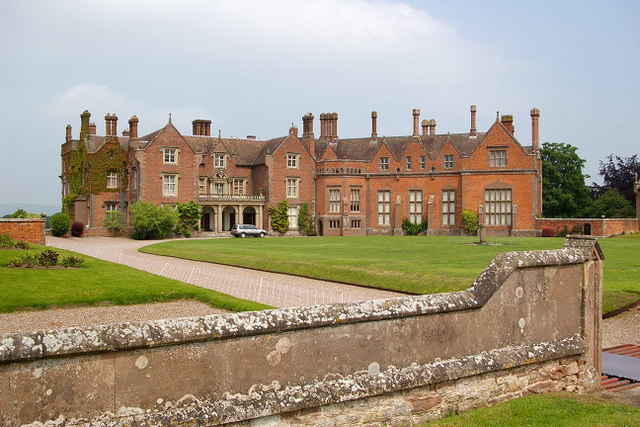
Loton Park
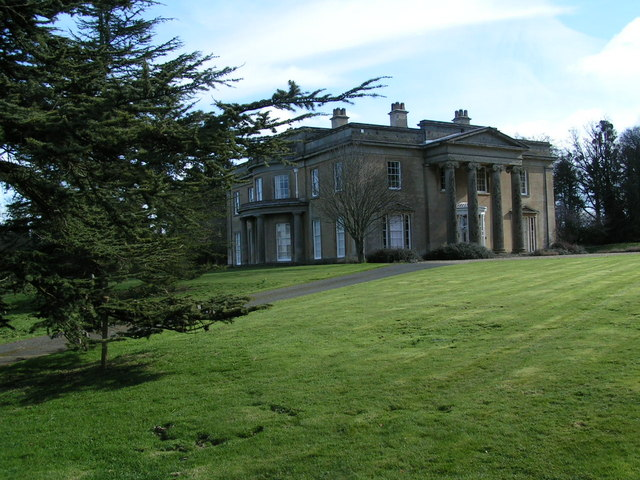
Parc Clytha
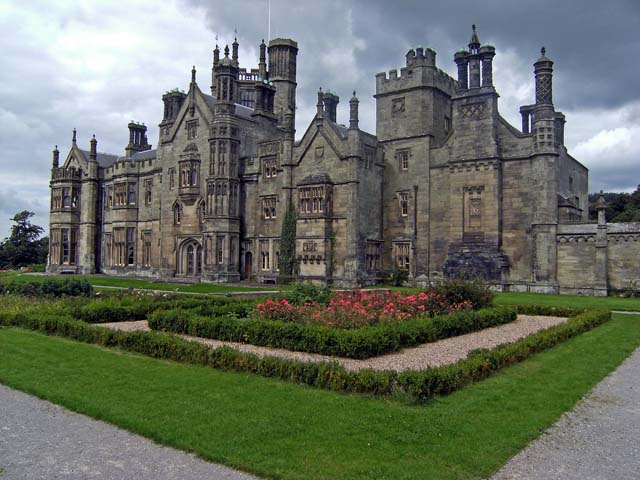
Château de Margam
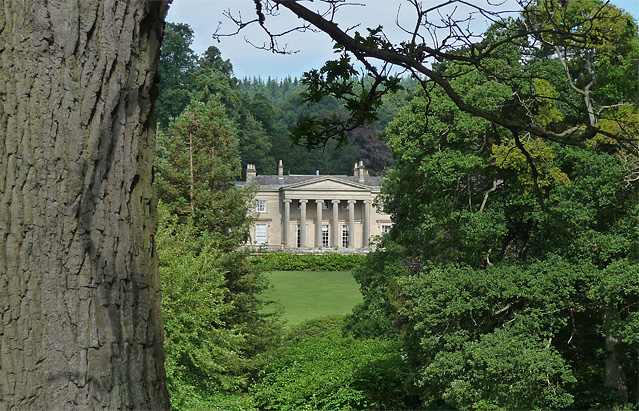
Millichope Park, Munslow
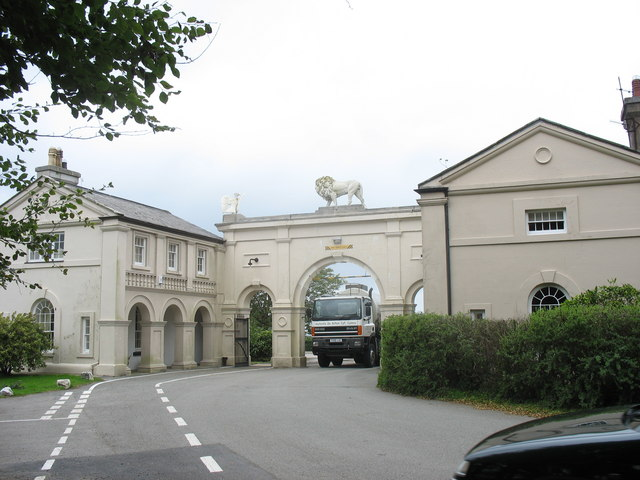
Le Grand Lodge à Glynllifon depuis le parc
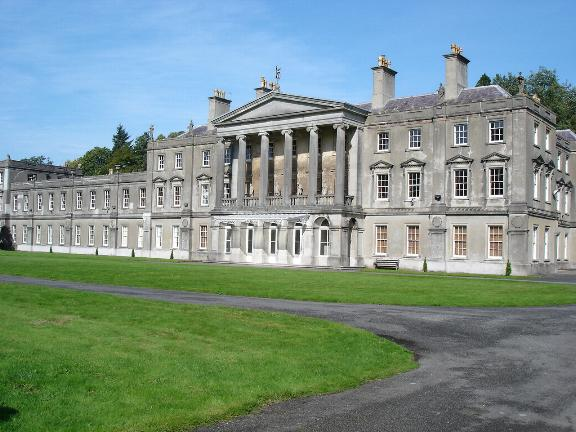
Glynllifon
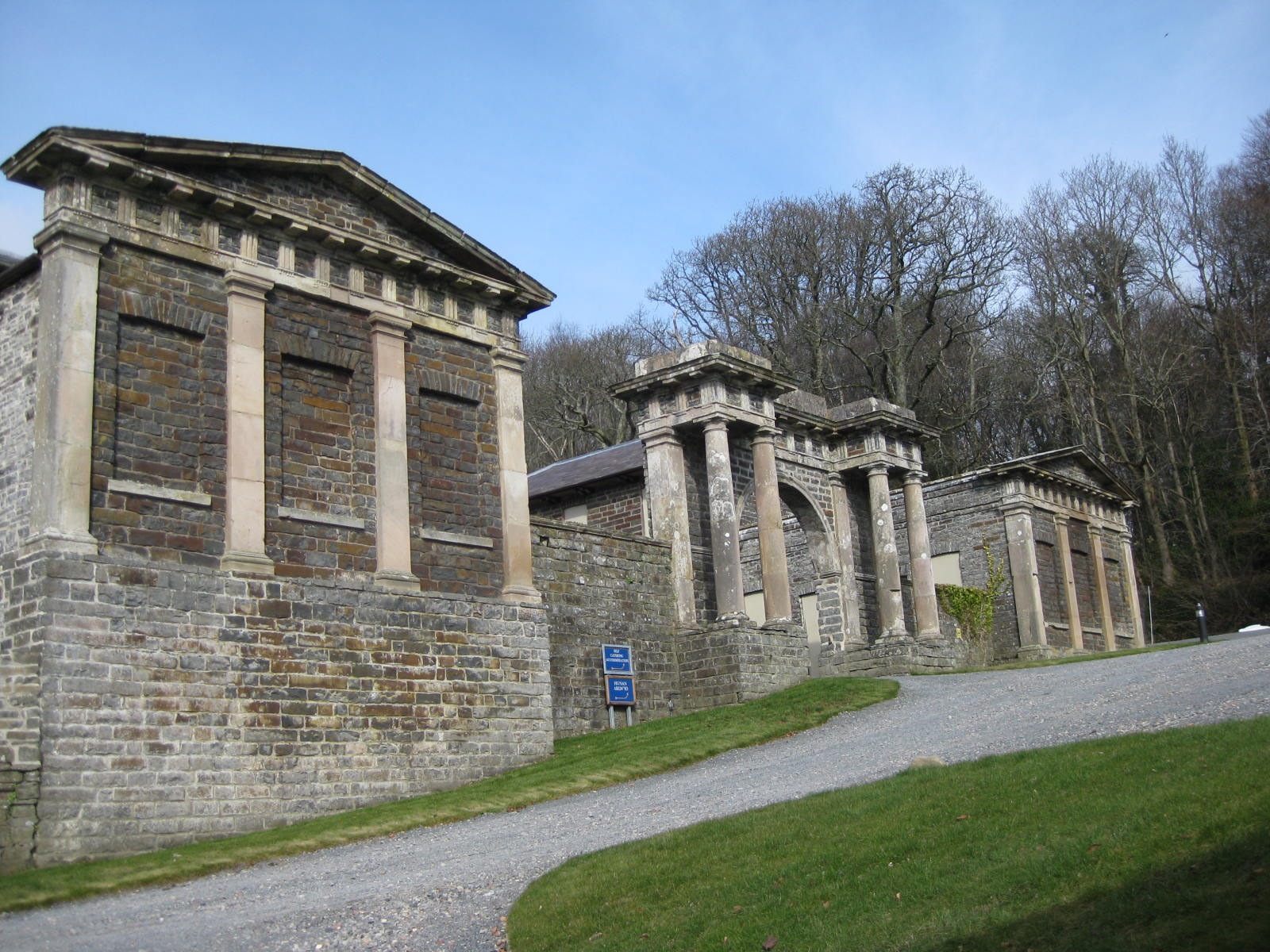
Bloc d'écurie Nanteos Ceredigion
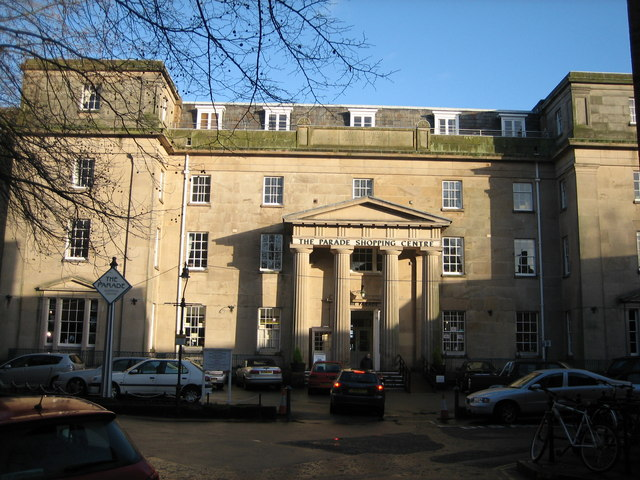
Ancienne infirmerie royale Salop, maintenant centre commercial Parade, St Mary's Place, Shrewsbury
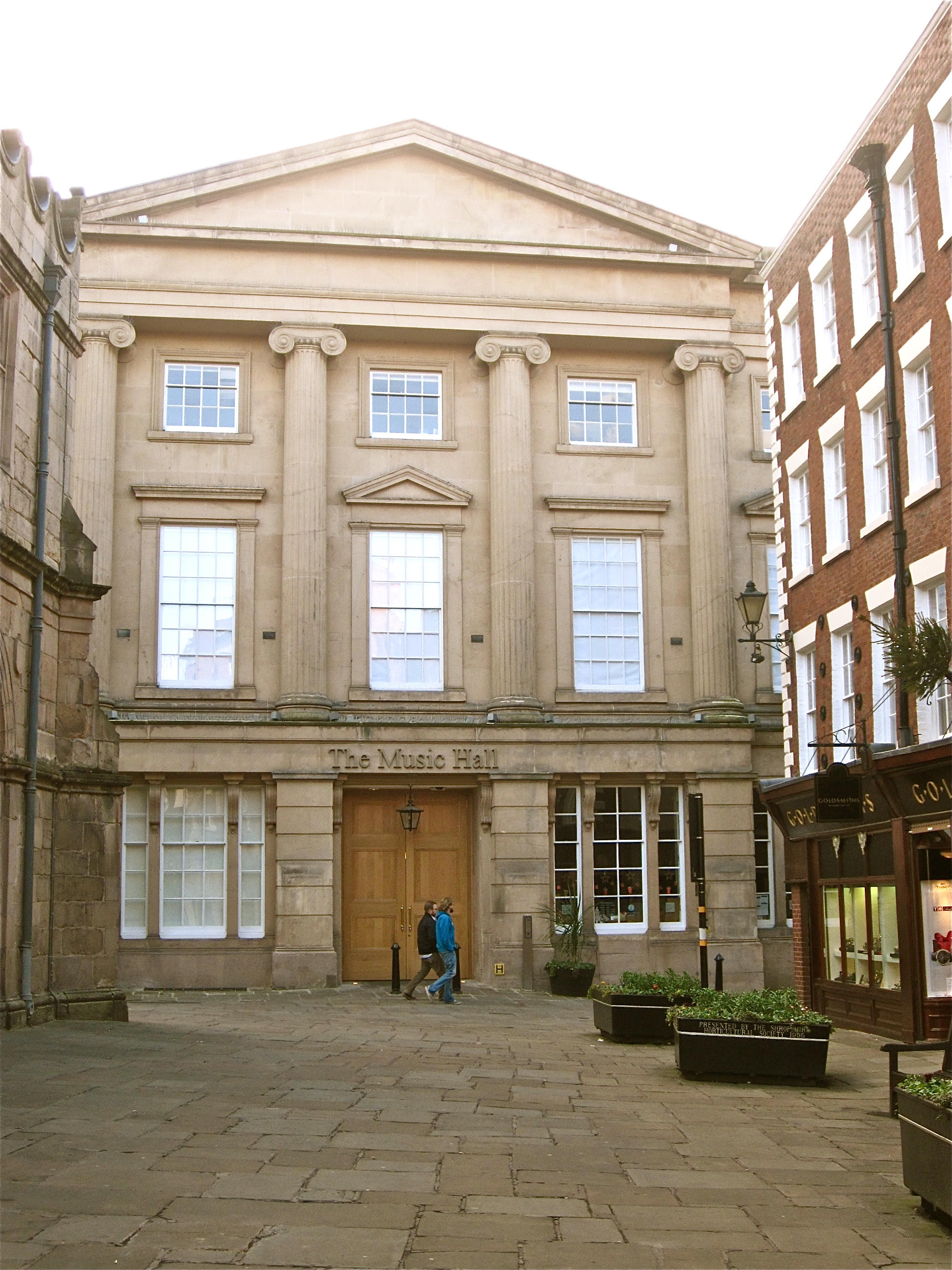
La salle de musique, Shrewsbury
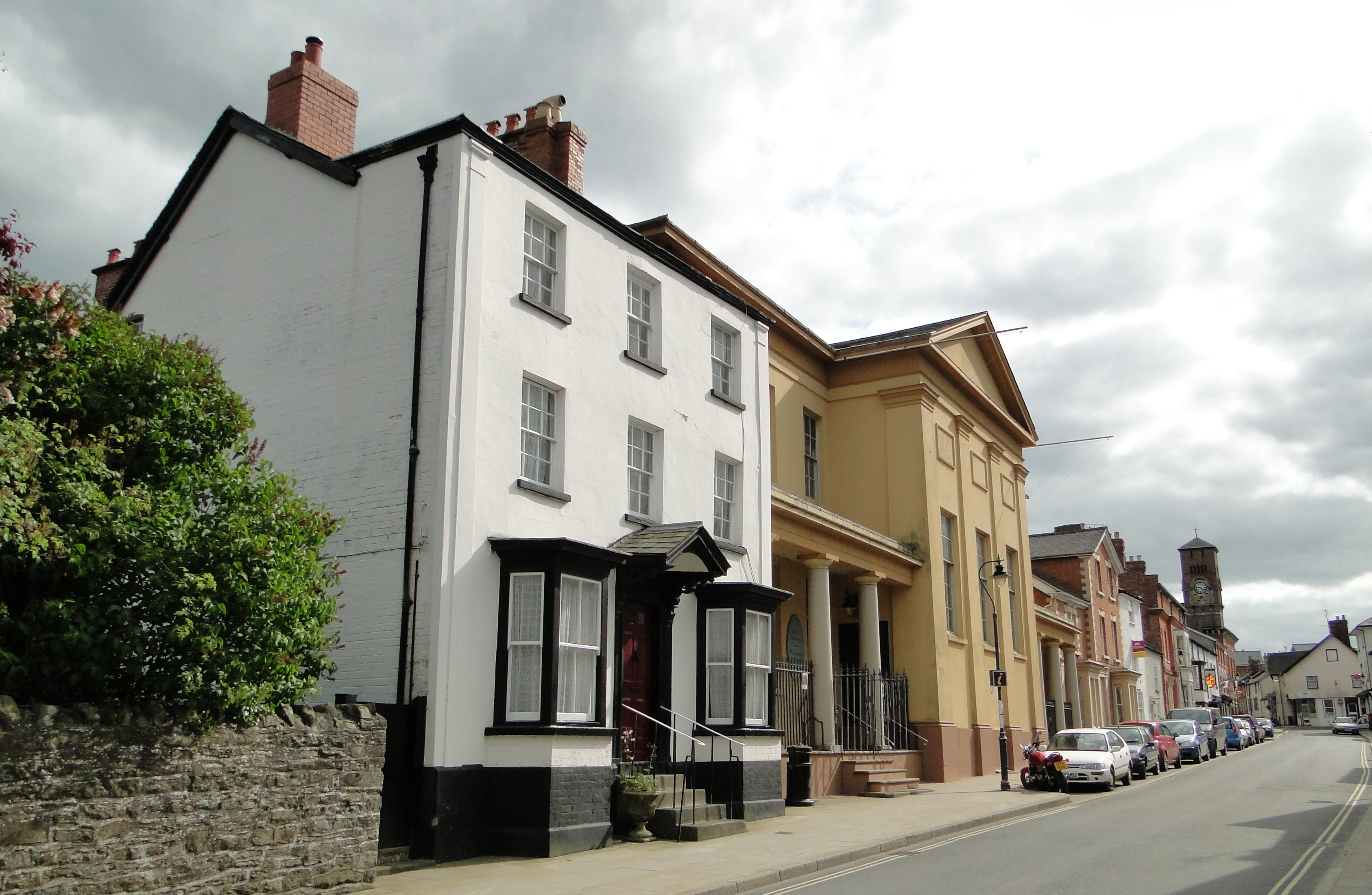
Mairie de Presteigne,(centre) Broad Street, Presteigne
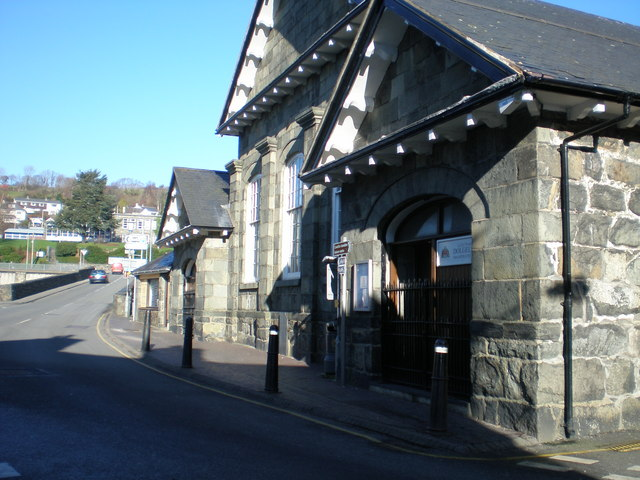
Mairie de Dolgellau.
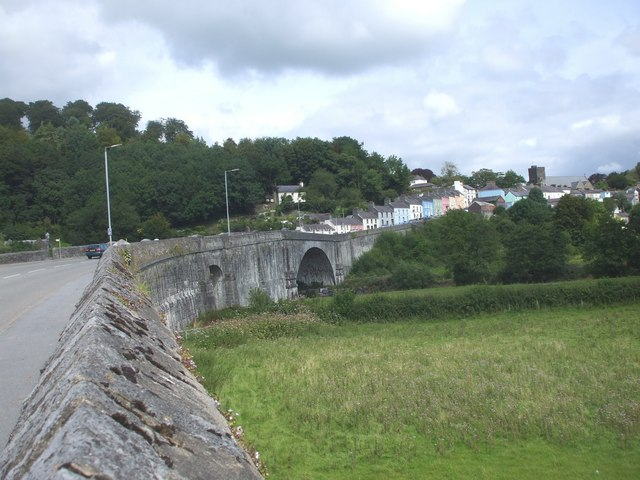
Pont sur le Tywi à Llandeilo
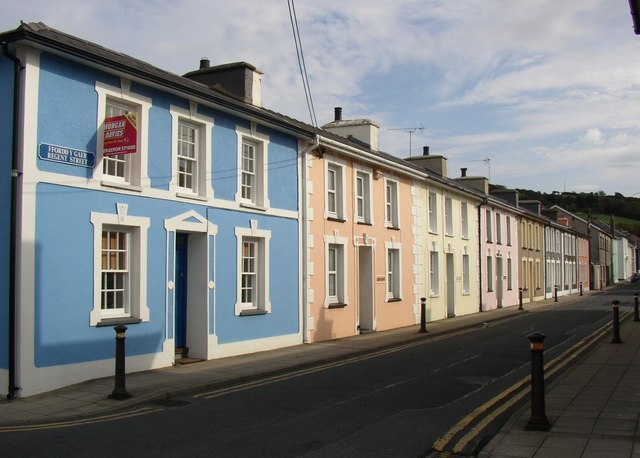
Rue Regent, Aberaeron
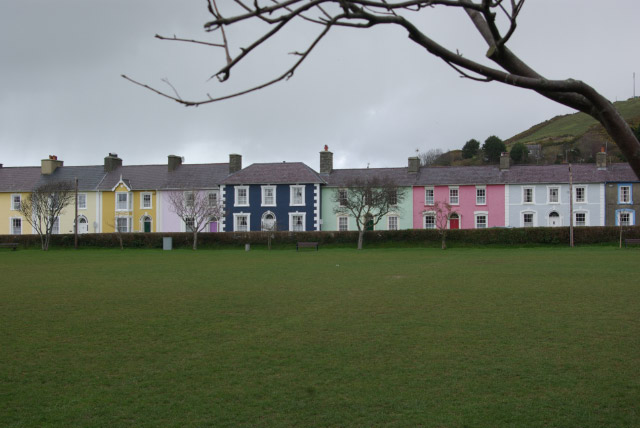
Place Alban, Aberaeron
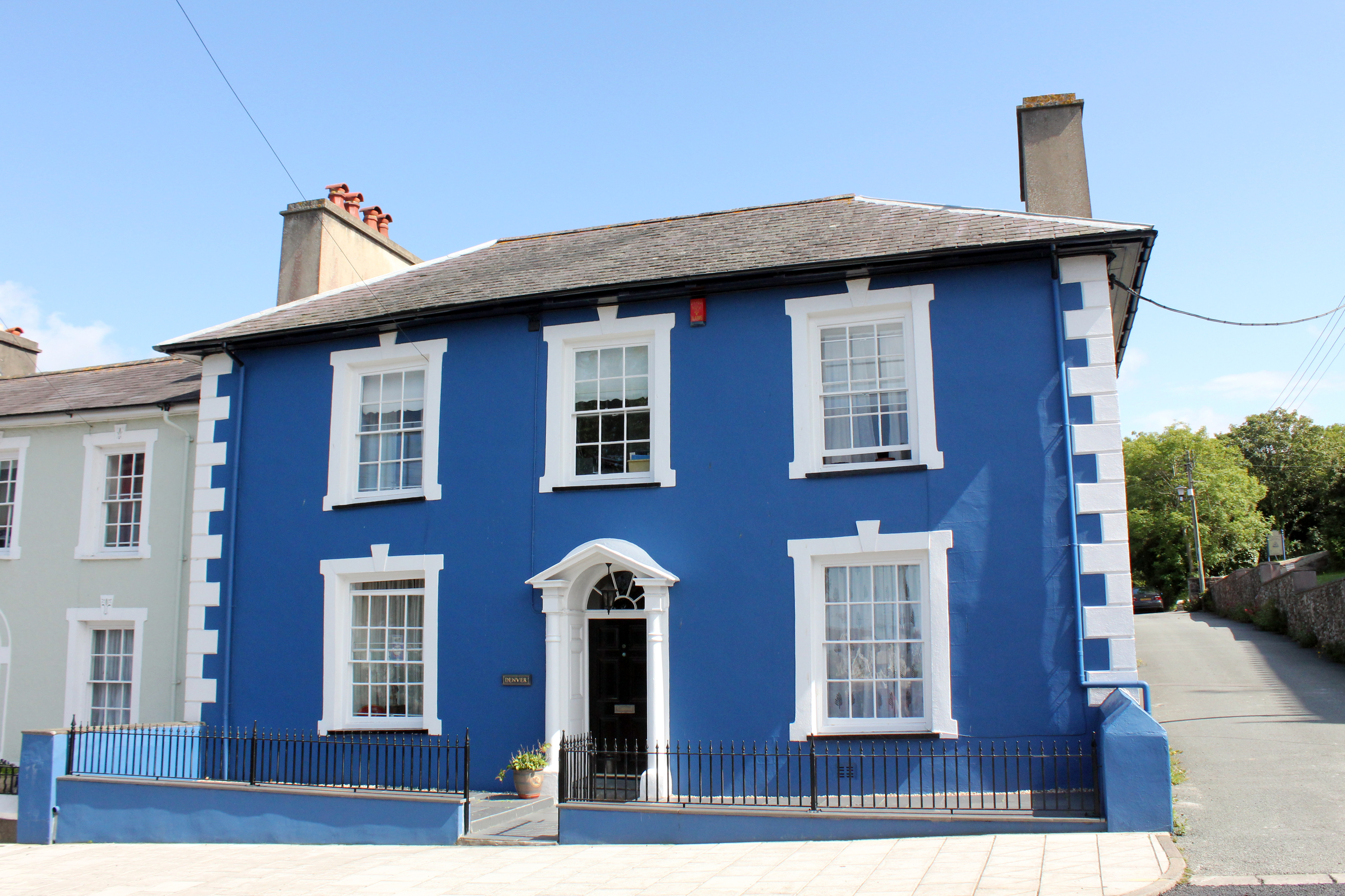
7 Place Portland
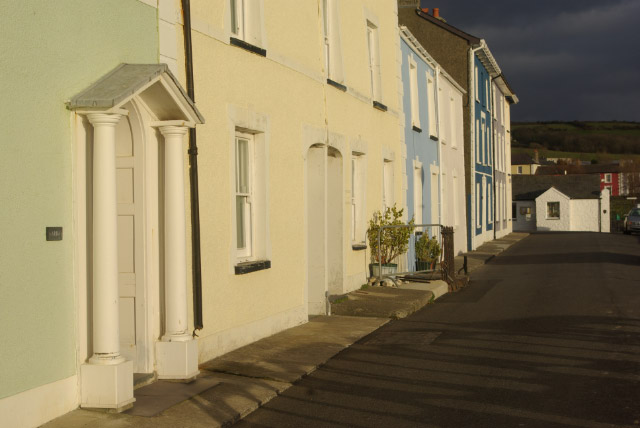
Porte à fronton dorique, Quay Parade, Aberaeron
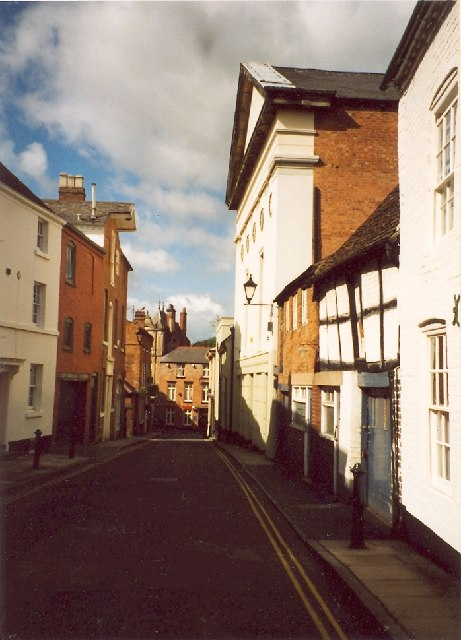
Arrière du Music Hall, College Hill, Shrewsbury
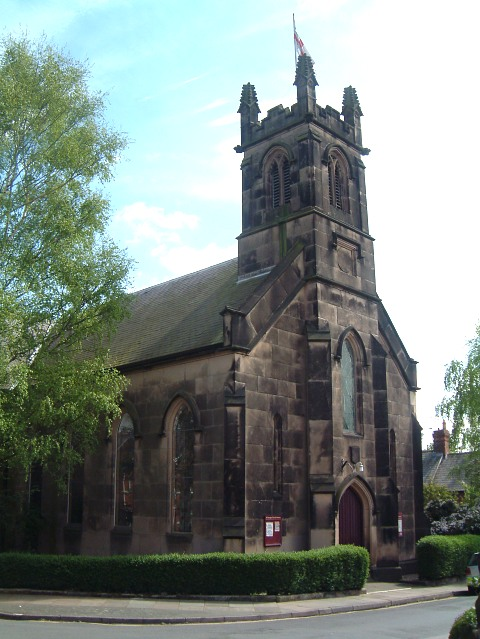
Église Saint-Georges, Frankwell, Shrewsbury.
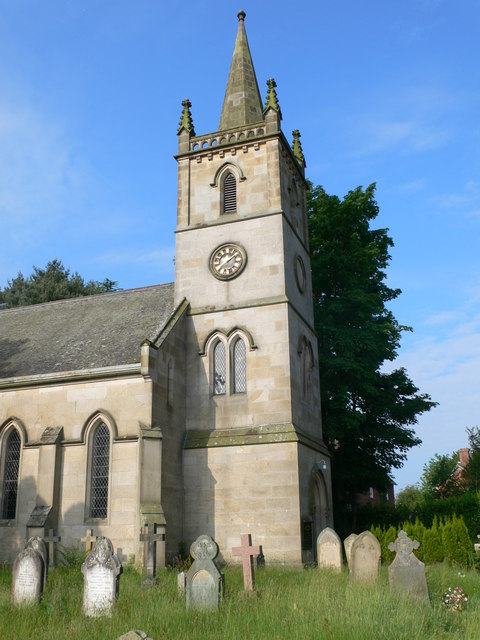
Clocher de l'église, Dorrington
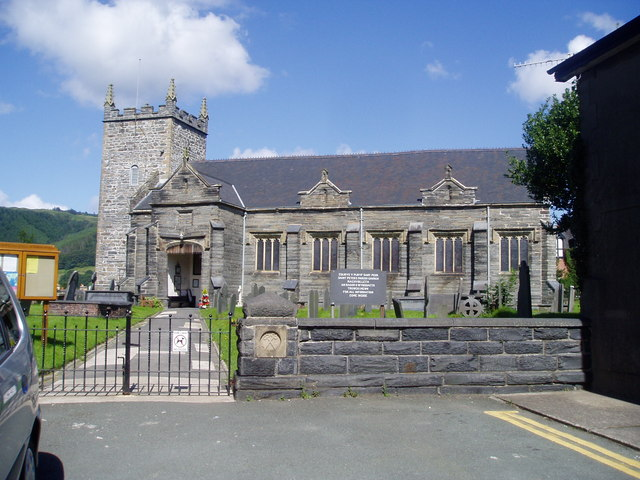
St Peters, à Machynlleth. En grande partie reconstruit en 1827
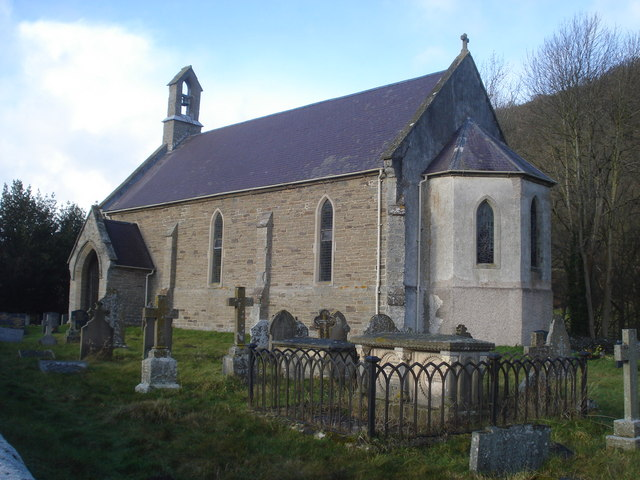
Église Sainte-Marie, pelouse de la chapelle de Clun